# Kieran Smith
Kieran Smith (* 20. Mai 2000 in Ridgefield, Connecticut) ist ein Schwimmer aus den Vereinigten Staaten. Er gewann bei Olympischen Spielen je eine Silber- und Bronzemedaille. Bei Weltmeisterschaften erhielt er bis August 2023 einmal Gold und einmal Silber auf der 50-Meter-Bahn. Auf der 25-Meter-Bahn erschwamm er vier Goldmedaillen und je eine Silber- und Bronzemedaille.

## Karriere
Kieran Smith besuchte die Ridgefield High School und studierte dann an der University of Florida.
Bei den Juniorenweltmeisterschaften 2017 gewann Smith die Silbermedaille über 200 Meter Lagen und belegte über 400 Meter Lagen den vierten Platz. Ende 2018 bei den Kurzbahnweltmeisterschaften in Hangzhou belegte er mit der 4-mal-200-Meter-Freistilstaffel den vierten Platz, wobei er nur im Vorlauf eingesetzt wurde.
Wegen der COVID-19-Pandemie wurden die eigentlich für 2020 geplanten Olympischen Spiele in Tokio erst 2021 veranstaltet. Kieran Smith qualifizierte sich bei den US-Trials über 200 Meter und über 400 Meter Freistil, über 200 Meter Lagen wurde er nur Dritter. In Tokio wurde zunächst der Wettbewerb über 400 Meter Freistil ausgetragen. Im Vorlauf war der Deutsche Henning Mühlleitner der Schnellste vor dem Österreicher Felix Auböck. Kieran Smith erreichte das Finale als Sechster und als Achter qualifizierte sich der Tunesier Ahmed Hafnaoui. Im Endlauf gewann Hafnaoui die Goldmedaille mit 0,16 Sekunden Vorsprung vor dem Australier Jack McLoughlin. 0,42 Sekunden hinter dem Australier schlug Kieran Smith als Dritter an und hatte 0,13 Sekunden Vorsprung auf die zeitgleichen Mühlleitner und Auböck. Über 200 Meter Freistil schwamm Kieran Smith im Vorlauf die 13. Zeit, im Halbfinale war er Zweitschnellster hinter dem Briten Duncan Scott. Im Finale gelang den Briten mit Tom Dean und Duncan Scott ein Doppelsieg, Kieran Smith wurde Sechster mit 0,46 Sekunden Rückstand auf die Bronzemedaille. Die 4-mal-200-Meter-Freistilstaffel mit Drew Kibler, Andrew Seliskar, Patrick Callan und Blake Pieroni erreichte das Finale mit der fünftschnellsten Zeit. Im Endlauf waren Kieran Smith, Drew Kibler, Zach Apple und Townley Haas drei Sekunden schneller als die Vorlaufstaffel und belegte den vierten Platz hinter den Briten, den Russen und den Australiern.
Ende 2021 fanden die Kurzbahnweltmeisterschaften in Abu Dhabi statt. Smith belegte bei vier Einzelstarts einmal den sechsten Platz über 200 Meter Lagen und dreimal den fünften Platz über 200 Meter Freistil, 400 Meter Freistil sowie über 400 Meter Lagen. Mit der 4-mal-50-Meter-Freistilstaffel erreichte er den vierten Platz. Die 4-mal-200-Meter Freistilstaffel mit Kieran Smith, Trenton Julian, Carson Foster und Ryan Held gewann den Titel mit mehr als zwei Sekunden Vorsprung den Russen. Für ihren Vorlaufeinsatz erhielten auch Hunter Tapp und Zach Harting eine Goldmedaille.
Im Juni 2022 wurden die Weltmeisterschaften in Budapest ausgetragen. Smith wurde Sechster über 200 Meter Freistil und Siebter über 400 Meter Freistil. Die 4-mal-200-Meter-Freistilstaffel mit Carson Foster, Trey Freeman, Coby Carrozza und Trenton Julian erreichte das Finale mit der schnellsten Vorlaufzeit. Im Finale schwammen Drew Kibler, Carson Foster, Trenton Julian und Kieran Smith vier Sekunden schneller als im Vorlauf und siegten mit über drei Sekunden Vorsprung auf die Australier.
Ende 2022 bei den Kurzbahnweltmeisterschaften in Melbourne nur in einem Einzelwettbewerb an und gewann den Titel über 400 Meter Freistil. Die 4-mal-100-Meter-Freistilstaffel mit Drew Kibler, Shaine Casas, Carson Foster und Kieran Smith belegte den dritten Platz hinter den Italienern und den Australiern. In der 4-mal-200-Meter-Freistilstaffel siegten Kieran Smith, Carson Foster, Trenton Julian und Drew Kibler in Weltrekordzeit; Jake Magahey und Jake Foster erhielten Gold für ihren Vorlaufeinsatz. In der 4-mal-50-Meter-Lagenstaffel schwamm Kieran Smith nur im Vorlauf und bekam mit seinen Staffelkollegen Silber. In der 4-mal-100-Meter-Lagenstaffel schlugen die Australier und das Quartett aus den Vereinigten Staaten zeitgleich an, stellten damit beide einen neuen Weltrekord auf und es gab zwei Titelträger. Ryan Murphy, Nic Fink, Trenton Julian und Kieran Smith waren im Finale geschwommen, ebenfalls Gold erhielten Carson Foster und Hunter Armstrong.
Bei den Weltmeisterschaften 2023 in Fukuoka wurde Kieran Smith Siebter über 200 Meter Freistil und verpasste über 400 Meter Freistil als Vorlaufneunter knapp den Finaleinzug. Die 4-mal-200-Meter-Freistilstaffel schwamm im Vorlauf mit Jake Mitchell, Henry McFadden, Baylor Nelson und Drew Kibler die zweitschnellste Zeit hinter den Australiern. Im Finale waren Luke Hobson, Carson Foster, Jake Mitchell und Kieran Smith mehr als sechs Sekunden schneller als die Vorlaufstaffel und gewannen Silber hinter den Briten und vor den Australiern.
Bei den Olympischen Spielen 2024 in Paris schied Kieran Smith über 400 Meter Freistil als Elfter der Vorläufe aus. Die 4-mal-200-Meter-Freistilstaffel mit Drew Kibler, Brooks Curry, Blake Pieroni und Chris Guiliano erreichte das Finale mit der zweitschnellsten Vorlaufzeit. Im Endlauf waren Luke Hobson, Carson Foster, Drew Kibler und Kieran Smith fast fünf Sekunden schneller als die Vorlaufstaffel und schlugen als Zweite nach den Briten an.